# Darin LaHood
Darin LaHood, né le 5 juillet 1968 à Peoria (Illinois), est un homme politique américain, membre du Parti républicain et élu du 18e puis du 16e district congressionnel de l'Illinois à la Chambre des représentants des États-Unis depuis 2015.

## Biographie

### Carrière professionnelle
Après des études de droit, Darin LaHood devient avocat. Au début des années 1990, il fait partie de l'équipe du représentant Jerry Lewis. À partir de 1997, il devient procureur : d'abord au sein du comté de Cook, puis au sein du comté de Tazewell de 1999 à 2001. Il travaille ensuite pour le procureur des États-Unis au Nevada. Il est parallèlement professeur de l'université du Nevada à Las Vegas.
En 2005, il retrouve Peoria, sa ville natale, pour rejoindre un cabinet d'avocats.

### Carrière politique
En 2008, il échoue à être élu procureur du comté de Peoria face au démocrate sortant Kevin Lyons. En février 2011, il est nommé au Sénat de l'Illinois dans le 37e district pour remplacer le républicain Dale Risinger, démissionnaire. Il est élu pour un mandant complet l'année suivante, sans opposition.
Après la démission d'Aaron Schock, il se présente à la Chambre des représentants des États-Unis dans le 18e district de l'Illinois. Le district, autour de Peoria, est solidement ancré dans le camp républicain. Son père, Ray LaHood, en avait été l'élu jusqu'en 2009. Darin LaHood est le favori de l'élection. Il remporte la primaire républicaine en juin 2015 avec 69 % des voix face à un candidat du Tea Party. Il est élu représentant en septembre avec 70 % des suffrages face au démocrate Rob Mellon. Il se représente aux élections de 2016 et bat le démocrate Junius Rodriguez avec plus de 72 % des voix. Il est réélu face à Rodriguez en 2018, avec environ 67 % des suffrages.

## Positions politiques
Darin LaHood est considéré (et se revendique) comme plus conservateur que son père, républicain réputé pour son approche bipartisane et membre de l'administration Obama,,. Il soutient le droit de porter des armes et s'oppose au mariage homosexuel ainsi qu'à l'Obamacare. Lors des primaires présidentielles républicaines de 2016, il soutient le sénateur Marco Rubio.